# Nördlicher Militärbezirk

Russische Militärbezirke, Nord in blau.

Der Nördliche Militärbezirk ist einer von fünf Militärbezirken der Streitkräfte der Russischen Föderation. Seit dem 1. Januar 2021 besteht der Militärbezirk aus vier Föderalsubjekten (Oblast Archangelsk, Republik Komi, Oblast Murmansk, Autonomer Kreis der Nenzen) und ist damit seiner Größe nach der drittgrößter Militärbezirk, wobei ihm darüber hinaus die militärische Verantwortung für alle russischen Gebiete und Inseln nördlich des Polarkreises übertragen wurde. Das Kommando des Militärbezirks hat seinen Sitz in Seweromorsk. Derzeitiger Kommandeur ist der Held der Russischen Föderation Admiral Alexander Alexejewitsch Moissejew, der zugleich Kommandeur der Nordflotte ist. Als der einzige Militärbezirk, der vor allem aus Marinetruppen besteht, stellt der Militärbezirk eine gewisse Besonderheit dar und ist zugleich der jüngste Militärbezirk der Russischen Streitkräfte. 

## Geschichte
Der Militärbezirk wurde am 1. Dezember 2014, damals noch als Nördliches Vereinigtes Strategisches Kommando, kreiert. Er entstand durch Herauslösung des Verantwortungsbereichs der Nordflotte aus dem Westlichen Militärbezirk und war damit das einzige selbstständige Vereinigte Strategische Kommando, welches nicht den Status eines Militärbezirks hielt. Dies gab der Nordflotte Autonomie. Ein Dekret des russischen Präsidenten vom 5. Juni 2020 erhob das Vereinigte Strategische Kommando zum 1. Januar 2021 in den Status eines Militärbezirks, wodurch auch dessen Führung aufgewertet wurde. Erster und bisher einziger Kommandeur ist Admiral Alexander Alexejewitsch Moissejew.

## Truppen
Der Nördliche Militärbezirk besteht im Kern aus der Nordflotte samt ihrer infanteristischen Teile und der 45. Luft- und Luftverteidigungs-Armee.